# Borussia Neunkirchen
Borussia Neunkirchen – niemiecki klub piłkarski z siedzibą w mieście Neunkirchen, w Kraju Saary.

## Historia

### Nazwa
Klub powstał 24 lipca 1905. W 1907 połączył się Free Tun- i Spielvereinnigung i powstał Sport-Club Borussia Neunkirchen. W 1945 klub został reaktywowany jako VfB Borussia Neunkirchen. Od 26 lipca 1951 klub nosi nazwę Borussia Neunkirchen.

### Lata między wojnami
W 1908 klub był mistrzem C-klasy. Przez cztery lata, aż do 1912 klub grał w B-klasie. W A-klasie grał aż do wybuchu I wojny światowej. Po wojnie klub był pięciokrotnym mistrzem regiony Saary. W 1933 był jednym z założycieli Gauligi Südwest.

### Lata po wojnie
Po wznowieniu rozgrywek w Niemczech Borussia zajęła trzecie miejsce w Oberlidze Südwest. Jednak od 1948 klub musiał grać pod banderą Francji. Do Niemiec powrócił dopiero w 1951. Od tego czasu zespół zajmował odpowiednio trzecie, pierwsze i drugie miejsce w tabeli Oberligi. Osiągnęli w sezonie 1958/59 awans do finału Pucharu Niemiec.

### Bundesliga
Borussia grała w Bundeslidze od sezonu 1964/1965 do sezonu 1967/1968.

### Obecnie
Od 1980 klub gra regularnie w Oberlidze. Jako amatorzy dwukrotnie grali w pierwszej rundzie Pucharu Niemiec. Były to lata 1992 i 2003. Jednak zawsze klub przegrywał z Bayernem Monachium.

## Historia herbu

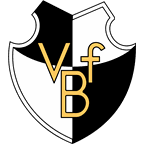
1945-26.07.1951
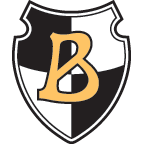
Od 26.07.1951

## Indywidualne sukcesy piłkarzy
- Jay Jay Okocha, zdobywca Pucharu Narodów Afryki 1994 i złoty medalista olimpijski na Igrzyskach w 1996
- Gerd Zewe, były reprezentant Niemiec